# Persone di nome Jean/Pittori
| Questa pagina contiene informazioni ricavate automaticamente dalle voci biografiche con l'ausilio del template Bio e di un bot. L'aggiornamento è periodico e automatico e ricostruisce completamente la pagina. Se manca una persona in questa lista, sei pregato di non aggiungerla, ma accertati piuttosto che la sua voce biografica contenga il template Bio e che i dati anagrafici siano correttamente compilati. Se il template Bio manca, inseriscilo tu stesso o, in alternativa, metti l'avviso {{tmp\|Bio}} che ne segnala la mancanza. Se i dati riportati sono sbagliati, correggi direttamente la voce biografica; le modifiche saranno visibili in questa lista entro pochi giorni. Per chiarimenti vedi il progetto antroponimi. La lista contiene solo le 84 persone che sono citate nell'enciclopedia e per le quali è stato implementato correttamente il template Bio. Pagina aggiornata al 23 mag 2025. |

Questa è una lista di persone presenti nell'enciclopedia che hanno il nome Jean e sono pittori.

## A(6)
- Jean Achard, pittore e incisore francese (Voreppe, n. 1807 - Grenoble, † 1884)
- Jean Alaux, pittore francese (Bordeaux, n. 1786 - Parigi, † 1864)
- Antoine Ansiaux, pittore francese (Liegi, n. 1764 - Parigi, † 1840)
- Alexandre Antigna, pittore francese (Orléans, n. 1817 - Parigi, † 1878)
- Jean Arcelin, pittore svizzero (Parigi, n. 1962)
- Jean-Baptiste Audebert, pittore, naturalista e incisore francese (Rochefort, n. 1759 - Parigi, † 1800)

## B(14)
- Jean Bardin, pittore francese (Montbard, n. 1732 - Orléans, † 1809)
- Jean Bazaine, pittore francese (Parigi, n. 1904 - Clamart, † 2001)
- Jean-Frédéric Bazille, pittore francese (Montpellier, n. 1841 - Beaune-la-Rolande, † 1870)
- Jean Bellegambe, pittore francese (Douai, n. 1470)
- Jean Benner, pittore francese (Mulhouse, n. 1836 - Parigi, † 1906)
- Jean-Charles Blais, pittore francese (Nantes, n. 1956)
- Jean Bonvoisin, pittore francese (Parigi, n. 1752 - Parigi, † 1837)
- Jean Boucher, pittore francese (Bourges - Bourges, † 1633)
- Jean Boulanger, pittore francese (Troyes, n. 1606 - Modena, † 1660)
- Jean Bourdichon, pittore e miniatore francese (Tours, n. 1457 - † 1521)
- Jean Broc, pittore francese (Montignac, n. 1771 - Polonia, † 1850)
- Jean Brusselmans, pittore belga (Bruxelles, n. 1884 - Dilbeek, † 1954)
- Jean Berain, pittore, decoratore e incisore francese (Saint-Mihiel, n. 1640 - Parigi, † 1711)
- Jean Béraud, pittore francese (San Pietroburgo, n. 1849 - Parigi, † 1935)

## C(13)
- Jean Calogero, pittore italiano (Catania, n. 1922 - Catania, † 2001)
- Jean Carzou, pittore francese (Aleppo, n. 1907 - Périgueux, † 2000)
- Jean Charles Cazin, pittore, scultore e ceramista francese (Samer, n. 1840 - Le Lavandou, † 1901)
- Jean Chartier, pittore e disegnatore francese
- Jean Clouet, pittore fiammingo (Bruxelles, n. 1480 - Parigi, † 1541)
- Jean Henri de Coene, pittore belga (Nederbrakel, n. 1798 - Bruxelles, † 1866)
- Jean Colombe, pittore francese (Bourges, n. 1430 - Bourges, † 1505)
- Gustave Courbet, pittore francese (Ornans, n. 1819 - La Tour-de-Peilz, † 1877)
- Jean Court, pittore francese
- Jean de Court, pittore francese
- Jean Cousin il Giovane, pittore francese († 1595)
- Jean Cousin il Vecchio, pittore, incisore e scultore francese (Sens, n. 1490 - Parigi, † 1560)
- Jean Crotti, pittore svizzero (Bulle, n. 1878 - Parigi, † 1958)

## D(8)
- Jean Daret, pittore e incisore francese (Bruxelles, n. 1614 - Aix-en-Provence, † 1668)
- Jean Dewasne, pittore francese (Hellemmes, n. 1921 - Parigi, † 1999)
- Jean Deyrolle, pittore francese (Nogent-sur-Marne, n. 1911 - Tolone, † 1967)
- Jean Dries, pittore francese (Bar-le-Duc, n. 1905 - Parigi, † 1973)
- Jean Dubuffet, pittore, scultore e scrittore francese (Le Havre, n. 1901 - Parigi, † 1985)
- Jean Baptiste Duru, pittore e disegnatore francese (Parigi, n. 1672 - Nancy, † 1709)
- Jean de Reyn, pittore fiammingo (Bailleul - Dunkerque, † 1678)
- Jean de Francqueville, pittore francese (Amiens, n. 1860 - Wargnies, † 1939)

## E(1)
- Achille Emperaire, pittore francese (Aix-en-Provence, n. 1829 - Aix-en-Provence, † 1898)

## F(3)
- Jean Fautrier, pittore e scultore francese (Parigi, n. 1898 - Châtenay-Malabry, † 1964)
- Jean Fouquet, pittore e miniatore francese (Tours - † 1481)
- Jean Frélaut, pittore e incisore francese (Grenoble, n. 1879 - Vannes, † 1954)

## G(4)
- Jean Geoffroy, pittore e illustratore francese (Marennes, n. 1853 - Parigi, † 1924)
- Jean Girardet, pittore francese (Lunéville, n. 1709 - Nancy, † 1778)
- Jean Grossgasteiger, pittore austriaco (Napoli, n. 1821 - Madrid)
- Jean Antoine Théodore de Gudin, pittore francese (Parigi, n. 1802 - Boulogne-sur-Seine, † 1880)

## H(4)
- Jean Hey, pittore fiammingo
- Jean Huber, pittore svizzero (Ginevra, n. 1721 - Losanna, † 1786)
- Jean François Hue, pittore francese (Saint-Arnoult-en-Yvelines, n. 1751 - Parigi, † 1823)
- Jean Hélion, pittore francese (Couterne, n. 1904 - Parigi, † 1987)

## J(2)
- Jean d'Arbois, pittore francese († 1375)
- Jean Jouvenet, pittore francese (Rouen, n. 1644 - Parigi, † 1717)

## L(5)
- Jean Laronze, pittore francese (Génelard, n. 1852 - Neuilly-sur-Seine, † 1937)
- Jean Le Gac, pittore e fotografo francese (Alès, n. 1936)
- Jean Le Moal, pittore, incisore e decoratore francese (Authon-du-Perche, n. 1909 - Chilly-Mazarin, † 2007)
- Jean Le Clerc, pittore e incisore francese (Nancy, n. 1587 - Nancy, † 1633)
- Jean Lurçat, pittore francese (Bruyères, n. 1892 - Saint-Paul-de-Vence, † 1966)

## M(8)
- Jean Malouel, pittore e miniatore olandese (Nimega - † 1415)
- Jean Hippolyte Marchand, pittore, incisore e illustratore francese (Parigi, n. 1883 - Parigi, † 1940)
- Jean Alfred Marioton, pittore e decoratore francese (Parigi, n. 1863 - Parigi, † 1903)
- Jean Baptiste Martin, pittore, decoratore e disegnatore francese (Parigi, n. 1659 - Parigi, † 1735)
- Jean Metzinger, pittore, scrittore e poeta francese (Nantes, n. 1883 - Parigi, † 1956)
- Francisque Millet, pittore e incisore fiammingo (Anversa, n. 1642 - Parigi, † 1679)
- Jan Monchablon, pittore francese (Châtillon-sur-Saône, n. 1854 - Châtillon-sur-Saône, † 1904)
- Alphonse Moutte, pittore francese (Marsiglia, n. 1840 - Marsiglia, † 1913)

## N(2)
- Jean Neuberth, pittore francese (Parigi, n. 1915 - Chantilly, † 1996)
- Jean Nocret, pittore francese (Nancy, n. 1615 - Parigi, † 1672)

## P(5)
- Jean Perréal, pittore e architetto francese (Parigi - Parigi, † 1530)
- Jean Petitot, pittore svizzero (Ginevra, n. 1607 - Vevey, † 1691)
- Jean Puy, pittore e poeta francese (Roanne, n. 1876 - Roanne, † 1960)
- Jean Pénicaud I, pittore francese (Limoges - Limoges)
- Jean Pénicaud III, pittore francese (Limoges - Limoges, † 1585)

## R(5)
- Jean Ramey, pittore fiammingo (Liegi - Liegi, † 1612)
- Jean Raoux, pittore e disegnatore francese (Montpellier, n. 1677 - Parigi, † 1734)
- Jean Restout, pittore francese (Rouen, n. 1692 - Parigi, † 1768)
- Philippe Robert, pittore e naturalista svizzero (Bienne, n. 1881 - Büren an der Aare, † 1930)
- Jean Rustin, pittore francese (Montigny-lès-Metz, n. 1928 - Parigi, † 2013)

## T(1)
- Louis Tocqué, pittore francese (Parigi, n. 1696 - Parigi, † 1772)

## V(3)
- Jean Valade, pittore francese (Poitiers, n. 1710 - Parigi, † 1787)
- Jean Baptiste Vermay, pittore, architetto e scenografo francese (Tournan-en-Brie, n. 1786 - L'Avana, † 1833)
- Jan Van Beers, pittore belga (Lier, n. 1852 - Fay-aux-Loges, † 1927)